# Sapogne-et-Feuchères
Sapogne-et-Feuchères är en kommun i departementet Ardennes i regionen Grand Est (tidigare regionen Champagne-Ardenne) i nordöstra Frankrike. Kommunen ligger  i kantonen Flize som ligger i arrondissementet Charleville-Mézières. År 2022 hade Sapogne-et-Feuchères 516 invånare.

## Befolkningsutveckling
Antalet invånare i kommunen Sapogne-et-Feuchères
Referens: INSEE